# Ionski kanali
Ionski kanali  su hidrofilne proteinske pore što se protežu kroz cijelu staničnu membranu i tako povezuju citoplazmu s izvanstaničnom tekućinom. 

## Razvoj
Tijekom rane povijesti Zemlje, oko živih stanica razvila se zaštitna membrana kako bi vrijedan sadržaj unutrašnjosti stanice bio zaštićen od uvjeta primordijalnog okoliša.  
Osim toga, takva membrana osiguravala je prvotnoj stanici veću koncentraciju metabolita i drugih „hranjivih“ molekula zadržavajući ih u malom volumenu unutar stanice.  
Stanična membrana je također uzrokovala probleme za organizam iz istog razloga zbog kojeg je bila poželjna – to je izuzetno učinkovita barijera za transport velikih molekula kao i malih negativnih i pozitivnih molekula (ioni) koje su nužne za različite stanične aktivnosti, uključujući rast i razmnožavanje.  
Kako bi se ovaj problem riješio, razvili su se ionski kanali.

## Svojstva ionskih kanala
Za razliku od običnih vodenih pora, aktivni ionski kanali imaju dva bitna svojstva koja se odražavaju i u njihovoj građi:
1. Ionsku selektivnost – kroz kanal prolazi samo određena vrsta iona, odgovarajuće veličine i naboja.
2. Ionski kanal ima „vrata“  - za razliku od obične pore, koja se mogu otvarati i zatvarati kao odgovor na specifični podražaj

- Pora kojom ioni prolaze – vodena staza za ione s usko selektrivnim filtrom koji razlikuje ione koji prolaze od onih koji ne 	prolaze.
- Vrata – dio kanala koji može otvoriti ili zaatvoriti vodlljivu poru.
- Senzori – detektori podražaja odgovarajući na promjenu električnog potencijala ili kemijskog signala kontroliraju otvaranje i 	zatvaranje vrata.

Većina kanala ima tri, četiri ili pet homolognih ili identičnih podjedinica, poslaganih u kružno simetričnu formu, koje tvore jedinstvenu vodenu poru na sjecištu osi. 

## Klasifikacija
Postoji više od 300 vrsta ionskih kanala u stanici. Oni se mogu klasificirati prema kinetičkim svojstvima, prirodi regulacije tj. kontrole kanala, vrsti iona koji prolaze, broju vrata (pora), farmakologiji te molekularnoj strukturi.  
Najčešće se klasificiraju prema mehanizmu koji regulira njihovo otvaranje i zatvaranje (u tablici 1.  navedene su neke vrste ionskih kanala). Tako mogu biti:
1. Naponski kanali – kanali čije je otvaranje i zatvaranje regulirano promjenom potencijala na membrane
2. Kanali – receptori tj. kanali regulirani ligandom
3. Kanali regulirani mehaničkim naprezanjem

Tablica 1: Neke vrste ionskih kanala
| NAPONSKI KANALI            | NAPONSKI KANALI | KANALI RECEPTORI          | KANALI RECEPTORI | KANALI REGULIRANI MEHANIČKIM NAPREZANJEM | KANALI REGULIRANI MEHANIČKIM NAPREZANJEM |
| -------------------------- | --------------- | ------------------------- | ---------------- | ---------------------------------------- | ---------------------------------------- |
| Ime kanala                 | Transport       | Ime kanala                | Transport        | Ime kanala                               | Transport                                |
| Natrij                     | Natrij          | Kalcijem aktivirani kalij | Kalij            | Kanal reguliran naprezanjem              | kationi                                  |
| Prijelazni kalij (A – tip) | Kalij           | Serotonin receptor        | Kalij            | Mehanički pretvornik stanica kose        | kationi                                  |
| Kalcij                     | Kalcij          | GABAA receptor            | Klorid           |                                          |                                          |
|                            |                 | Glicin receptor           | Klorid           |                                          |                                          |

### Naponski kanali
Nazivaju se naponsko regulirani kanali jer je otvaranje velikog broja njih regulirano promjenama u potencijalu membrane u blizini kanala.
Za većinu tih kanala depolarizacija membranskog potencijala, u odnosu na potencijal mirovanja, uzrokuje otvaranje vrata. 
Naponsko regulirani ionski kanali sastoje se od 4 homologna modula pri čemu je svaki od tih modula sačinjen od naponsko osjetljive domene i domene koja sudjeluje u stvaranju pore. Domene za stvaranje pore konvergiraju kako bi tvorile jednu centralnu poru, dok su 4 naponsko osjetljive domene lateralno nakošene prema van unutar lipidnog dvosloja membrane. 
Najznačajniji ovakvi kanali su naponsko regulirani Na+, K+, i Ca2+ kanali koji tvore osnovu akcijskog potencijala i brze signalizacije kod ekscitabilnih stanica. 

#### Naponski Na – kanali
Postoji najmanje 9 Na+  naponskih kanala. Oni su uglavnom odgovorni za stvaranje i propagaciju akcijskog potencijala. 
Ove kanale imaju samo višestanični organizmi pa se smatraju evolucijskom specijalizacijom za brzu signalizaciju na veće udaljenosti.
Svi se brzo aktiviraju i inaktiviraju, a općenito vrijedi da se gotovo potpuno inaktiviraju kada depolarizacija membrane dosegne 0 mV ili više. 

#### Naponski K – kanali
Postoji gotovo 40 K+  naponskih kanala podijeljenih u 12 grupa, kojima je glavna uloga stabilizacija membranskog potencijala  - podešavanje potencijala u mirovanju, održavanje brzih akcijskih potencijala kratkim, dovršavanje razdoblja intenzivne aktivnosti, smanjenje ekscitabilnosti neurona, itd.
Tablica 2: Neki od K+ kanala
| GLAVNI NAPONSKI K - KANALI        | GLAVNI NAPONSKI K - KANALI                                                                                               | K – KANALI AKTIVIRANI IONIMA KALCIJA | K – KANALI AKTIVIRANI IONIMA KALCIJA                                           |
| --------------------------------- | --- | ------------------------------------ | ------------------------------------------------------------------------------ |
| Ime kanala                        | Svojstvo | Ime kanala                           | Svojstvo                                                                       |
| KA – IK(A) “A – kanali“           | Aktiviraju se tijekom depolarizacije nakon razdoblja hiperpolarizacije i zatim se naglo inaktiviraju                     | BKCa – IBK(Ca) “BK – kanali“         | Aktiviraju se depolarizacijom i/ili povećanjem koncentracije Ca2+ u citoplazmi |
| KV – IK(V) “Odgođeni ispravljači” | Klasični K – kanali čija je uloga prekIdanje akcijskih potencijala                                                       | SKCa – ISK(Ca) “SK – kanali“         | Aktiviraju se povećanjem koncentracije Ca2+ u citoplazmi                       |
| KV – IK(V) “Anomalni ispravljači” | Zatvaraju se pri depolarizaciji, a otvaraju jedino kada je membrana hiperpolarizirana iznad razine mirujućeg potencijala |                                      |                                                                                |

#### Naponski Ca – kanali
Postoji oko 10 naponskih Ca – kanala koji su uključeni u nekoliko ključnih funkcija:
a)	združivanje membranske ekscitabilnosti s unutarstaničnim procesima
b)	nadzor nad egzocitozom neurotransmitera
Tablica 3: Neki od Ca2+ kanala
| GLAVNI NAPONSKI Ca - KANALI | GLAVNI NAPONSKI Ca - KANALI |
| --------------------------- | --- |
| Ime kanala                  | Svojstvo |
| T – kanali                  | Aktiviraju se pri maloj depolarizaciji, male su vodljivosti i brzo se inaktiviraju                                                                    |
| L – kanali                  | Od ključnog značaja za združivanje ekscitacije i kontrakcije u skeletnom, srčanom i glatkom mišiću. Imaju veliku vodljivost i vrlo slabu inaktivaciju |
| N – kanali                  | Karakteristični su dugi nizovi uzastopne aktivacije, koja ima visok prag, iza kojih slijedi nepotpuna inaktivacija                                    |

### Kanali – receptori
Kanali – receptori su kanali regulirani ligandom – signalnom molekulom što se veže na zasebno vezno mjesto izvanstaničnog ili unutarstaničnog dijela kanala. 
Vezanje liganda uzrokuje konformacijsku promjenu strukture proteina, što naposljetku dovodi do otvaranja kanala i toka iona kroz membranu.

Na temelju vrste i mjesta djelovanja liganda razlikujemo: 
1. kanale regulirane unutarstaničnim ionom,
2. kanale regulirane unutarstaničnim nukleotidom,
3. kanale regulirane neurotransmiterom.

Neurotransmiterski receptori smješteni su na vanjskoj strani neutronske membrane, a ionski kanal je integralni dio receptora. Vezanje neurotransmitera za receptor izravno uzrokuje aktivaciju tj. inaktivaciju kanala.

Primjeri: nAChR (nicotine acetylcholine receptor), GABA i Glycine receptori, 5-HT receptor, Glutamati, 

### Kanali regulirani mehaničkim naprezanjem
Ionski kanali regulirani mehaničkim naprezanjem (SACs – stretch-activated ion channels) aktiviraju se i deaktiviraju pod utjecajem naprezanja, tlaka, pomaka i smicanja koje uzrokuju osjeti sluha, dodira, mirisa, okusa i vida.
Na neke od njih (vid, miris i okus) djeluju izravno trimerni G – protein tj. to su ionski kanali regulirani receptorima povezanim s G-proteinima koji stimuliraju signal u mozgu, dok na druge (dodir i sluh) koriste mehaničke podražaje koji reguliraju ionske kanale direktnim pretvaranjem mehaničke sile u električni signal.

## Mogućnosti
Budući da su gotovo sve električne aktivnosti u organizmu povezane s ionskim kanalima, nije čudno da postoji veliko zanimanje u farmaciji, kemiji, biofizici i drugim bio – znanostima za produbljivanje znanja o njihovim svojstvima i funkcijama, pogotovo u neekscitabilnim stanicama, otkrivanje novih ionskih kanala te poboljšanje metoda istraživanja.
Čini se da bi ionski kanali mogli biti pogodni kao biološka meta za nove lijekove koji se koriste u genskoj terapiji, terapiji tumora i bolesti živčanog sustava. Osim toga njihova vrijednost prepoznata je i u nanotenologiji kao osnova za biosenzore i mikročipove te kao model za buduće nanouređaje.